# Région du Chūgoku
La région du Chūgoku (中国地方, Chūgoku-chihō) forme l'extrémité ouest de l'île principale du Japon, Honshū. Elle est bordée à l'est par la région du Kansai.

## Toponymie
Le toponyme « Chūgoku » signifie littéralement « Pays du milieu ». Cette dénomination fait référence aux anciennes divisions du Japon : on distinguait le Pays proche, le Pays du milieu et le Pays lointain, en référence à la distance qui les séparait des anciennes capitales Nara ou Kyoto selon l'époque.
De manière stricte, l'actuelle Chūgoku ne couvre que le Pays du milieu à l'ouest de Kyōto, le long des routes San'yō (en) et San'in (en).
En japonais, l'association des kanjis 中 et 国 et la lecture Chūgoku sont également utilisées pour désigner la Chine. La langue japonaise reprend ainsi les sinogrammes employés par les Chinois pour désigner le nom de leur propre pays et que l'on prononce Zhōngguó, en mandarin.
Pour éviter de confondre la région du Chūgoku avec la Chine, la région est également appelée « région de San'in-San'yō ». San'in est la partie nord, face à la mer du Japon, c'est-à-dire « le côté sombre de la montagne ». San'yō, « le côté éclairé de la montagne », est la partie sud, faisant face à la mer intérieure de Seto. Ces noms tirent leurs origines des différences de climat marquées entre les deux.

## Géographie

### Topographie
La région du Chūgoku est caractérisée par ses collines irrégulières et ses zones de plaines limitées et divisée en deux parties séparées par la chaîne de montagnes qui la traverse d'est en ouest.

### Divisions administratives
La région du Chūgoku est constituée des quatre préfectures de Hiroshima, Shimane, Tottori et Yamaguchi. La préfecture d'Okayama est généralement incluse, bien que seule la province de Bitchū était considérée comme Pays du milieu, alors que les provinces de Mimasaka et de Bizen, les deux autres composantes de l'actuelle Okayama, étaient considérées comme « Pays proches ».
Les villes principales de la région sont Hiroshima, Okayama et Matsue.
La ville d'Hiroshima, la « capitale » de la région du Chūgoku, fut reconstruite après sa destruction par une bombe atomique en 1945, et est maintenant une métropole industrielle comptant plus d'un million de personnes.

## Économie
La pêche intensive et la pollution ont réduit la productivité des zones de pêche de la mer intérieure et la zone s'est concentrée sur l'industrie lourde. San'in, cependant, est moins industrialisée et repose sur l'agriculture.